# Ella Loves Cole
Ella Loves Cole è il quarantunesimo album della cantante jazz Ella Fitzgerald, pubblicato dalla Atlantic Records nel 1972.
È l'unico album della cantante pubblicato dalla Atlantic Records. È prodotto dal suo storico produttore ai tempi della Verve Records, Norman Granz, il quale lo ripubblicherà nel 1978 sotto etichetta Pablo Records, col titolo Dream Dancing e con l'aggiunta di tre tracce inedite.
L'album vede la cantante interpretare brani di Cole Porter accompagnata dall'orchestra diretta da Nelson Riddle.

## Tracce
Lato A
1. I Get a Kick Out of You – 4:21
2. Down in the Depths (On the Ninetieth Floor) – 3:40
3. At Long Last Love – 2:27
4. I've Got You Under My Skin – 3:17
5. So Near and Yet So Far – 2:21
6. All of You – 2:18
7. Without Love (Ella Fitzgerald) – 2:46

Lato B
1. My Heart Belongs to Daddy – 2:33
2. Love for Sale – 4:36
3. Just One of Those Things" – 3:53
4. I Concentrate on You – 4:06
5. Anything Goes – 2:51
6. C'est Magnifique – 2:27